# Кайбала (платформа)
Ка́йбала (латыш. Kaibala) — остановочный пункт в Лиелвардской волости Лиелвардского края Латвии, на железнодорожной линии Рига — Крустпилс.

## История
Остановочный пункт открыт в 1930 году. В 1935 году построено пассажирское здание в котором располагались зал ожидания, касса, жилые помещения и столовая. Станция была открыта для пассажиров до 1 января 1995 года.